# Samsung Galaxy J7+
O Samsung Galaxy J7+ é um smartphone Android de gama média produzido pela Samsung Electronics em 2017. Também é conhecido como Samsung Galaxy C7 (2017) e Samsung Galaxy C8. Foi apresentado em 2 de setembro de 2017.